# إميل ستانغ
إميل ستانغ هو قاضي وسياسي نرويجي، ولد في 14 يونيو 1834 في كريستيانية ‏ في النرويج، وتوفي بنفس المكان في 4 يوليو 1912. نشط حزبياً في حزب المحافظين.

## مناصب
- انتخب زعيم حزب حزب المحافظين (1896 – 1899).
- انتخب زعيم حزب حزب المحافظين (1891 – 1893).
- انتخب زعيم حزب حزب المحافظين (1884 – 1889).
- انتخب عضو برلمان النرويج  [لغات أخرى]‏ عن دائرة Fredrikshald  [لغات أخرى]‏ خلال فترته النيابية ‏ (1898 – 1900).
- انتخب عضو برلمان النرويج  [لغات أخرى]‏ عن دائرة Kristiania, Hønefoss og Kongsvinger ‏ خلال فترته النيابية ‏ (1892 – 1894).
- انتخب عضو برلمان النرويج  [لغات أخرى]‏ عن دائرة Kristiania, Hønefoss og Kongsvinger ‏ خلال فترته النيابية ‏ (1889 – 1891).
- انتخب عضو برلمان النرويج  [لغات أخرى]‏ عن دائرة Kristiania, Hønefoss og Kongsvinger ‏ خلال فترته النيابية ‏ (1886 – 1888).
- انتخب عضو برلمان النرويج  [لغات أخرى]‏ عن دائرة Kristiania, Hønefoss og Kongsvinger ‏ خلال فترته النيابية ‏ (1883 – 1885).
- انتخب نائب عضو برلمان النرويج  [لغات أخرى]‏ عن دائرة Kristiania, Hønefoss og Kongsvinger ‏ خلال فترته النيابية ‏ (1880 – 1882).
- انتخب Minister of Auditing [الإنجليزية]‏ (13 يوليو 1889 – 6 مارس 1891).
- انتخب Minister of Auditing [الإنجليزية]‏ (2 مايو 1893 – 7 سبتمبر 1894).
- انتخب Minister of Education and Church Affairs ‏ (27 أبريل 1895 – 14 أكتوبر 1895).
- انتخب رئيس وزراء النرويج (2 مايو 1893 – 14 أكتوبر 1895).
- انتخب رئيس وزراء النرويج (13 يوليو 1889 – 6 مارس 1891).
- انتخب President of the Parliament of Norway  [لغات أخرى]‏.